# ديميتريو رومان إيزيدورو
ديميتريو رومان إيزيدورو هو مهندس معماري ورسام وسياسي مكسيكي، ولد في 21 يونيو 1959 في ولاية موريلوس في المكسيك. نشط حزبياً في حزب العمل الوطني. وقد انتخب عضو مجلس النواب المكسيك ‏.